# Nánási Lovász József
Nánási Lovász József (Máramarossziget, 1710 körül – Rácböszörmény, 1757. december 20.) református lelkész.

## Élete
Nánási József máramarosszigeti református lelkész fia és Nánási István szintén lelkész és író unokája. 1730-tól Zürichben két évig tanult. Hazaérkezvén 1733. február 17-én Rácböszörményben (ma Hajdúböszörmény) lett lelkész és ott is halt meg.

## Munkái
- Diascepsis theologica textualis, de novo foedere, in illustrem Jeremiae XXXI. v. 33. 34. prophetiam… Quam praeside… Joh. Jac. Hottingero… in illustri lyceo Tigurino sicut publice ventillandam, placidae eruditorum disquisitioni… subjicit, ita defendendam suscipit… auctor. Tiguri, 1732.
- Az imádságok imádságának az az: a szent mi atyánknak avagy az uri imádságnak titka. Mellyet egynéhány prédikátziókban felfedezgetett, a leg-böltsebb, leg-szentségesebb, leg-tökéletesebb készületű imádságnak nagy mesterének, az áldott Jésusnak ditsőségére, a forró és értelemmel buzgó imádkozóknak segítségekre, egy néhai valóban kegyes professor Huldrik Jakab János után, annak prédikátzióiból világosított, a magyar nyelven nemzete hasznára kibotsátott… maga költségével. Kolosvár, 1761.